# Дьяченко, Антонина Николаевна
Антонина Николаевна Дьяченко (1925—1943) — советская антифашистка-подпольщица. Во время Великой Отечественной войны член подпольной комсомольской организации «Молодая гвардия» во временно оккупированном немецкими войсками городе Краснодоне.

## Биография
Антонина Николаевна Дьяченко родилась 2 ноября 1925 года в посёлке Краснодон Сорокинского района Луганского округа Украинской ССР СССР (ныне посёлок Краснодонского района Луганской области Украины) в семье рабочего-железнодорожника Николая Ивановича и домохозяйки Александры Фадеевны Дьяченко. Украинка[значимость факта?].
С 1933 года училась в Краснодонской неполной средней школе, которая после объединения посёлков Сорокино и Краснодона в город Краснодон была преобразована в среднюю школу № 22 имени Тараса Шевченко[значимость факта?]. В школе Антонина была отличницей и одной из лучших учениц в классе[значимость факта?]. В свободное от учёбы время она уделяла много внимания рукоделию и чтению приключенческих книг[значимость факта?]. Будучи натурой увлекающейся, Антонина вместе со своей лучшей подругой Женей Кийковой мечтала стать то капитаном дальнего плавания, то лётчицей[значимость факта?]. Обе девушки хорошо пели, а Тоня ещё прекрасно играла на гитаре[значимость факта?]. Подруги занимались в хоровом кружке, участвовали в школьной самодеятельности, выступали с концертами в местном клубе, а также в соседней воинской авиационной части[значимость факта?].
В 1940 году Антонину приняли в комсомол. По этому случаю девушка обрезала свои длинные косы, чтобы больше походить на комсомолок времён Гражданской войны[значимость факта?].

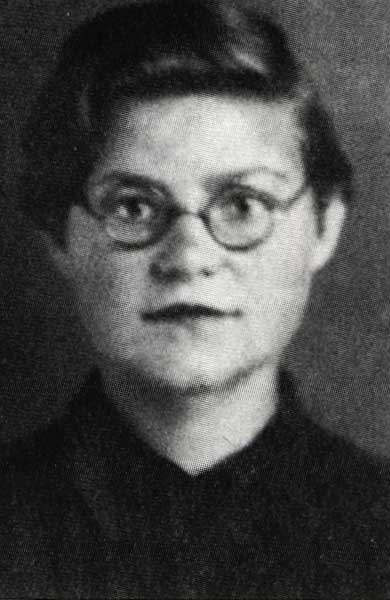
А. Н. Дьяченко. Фотография из комсомольского билета

Окончив в 1941 году восьмой класс, Антонина Дьяченко и Женя Кийкова решили поступать в текстильный техникум[значимость факта?]. Девушки съездили в Гомель и подали в учебное заведение все необходимые для зачисления документы[значимость факта?]. Однако война внесла свои коррективы в планы подруг. Лето Антонина провела в совхозе, помогая убирать урожай, а осенью вернулась за школьную парту[значимость факта?]. Ученицу девятого класса А. Н. Дьяченко вскоре назначили пионервожатой в шестой класс[значимость факта?]. Антонина очень серьёзно отнеслась к комсомольскому поручению[значимость факта?]. Под её руководством пионеры шестого класса ухаживали за ранеными в госпитале, готовили подарки для фронта, писали письма поддержки бойцам Красной Армии. Девочек Антонина научила шить кисеты и вязать варежки и носки, с мальчишками собирала металлолом, очищала железнодорожные пути от снега[значимость факта?]. Шестой класс стал инициатором изготовления и распространения в городе различных агитационных материалов. Учитель биологии Краснодонской средней школы № 22, бывшая председатель пионерского отряда этого класса З. Н. Трущалова впоследствии вспоминала:

На всех фотографиях в нашем классе, в нашем школьном музее и в музее «Молодой Гвардии» нашего города Тоня запечатлена с тёмными косами. Я её такой видела мало. К нам в отряд она пришла с короткой стрижкой и в шапке-ушанке со звёздочкой. Среднего роста, стройная, с красивыми карими глазами под очками, она нас покорила. Тоня так нам напоминала девушек-красноармеек, каких тысячи было тогда на фронте. Нам казалось, что она своим внешним видом старалась быть похожей на них. Перед ней можно было краснеть за свою успеваемость, мы знали, что она одна из лучших учениц в 9 классе… Тоня для нас была примером и авторитетом. Мальчишки нашего класса, почти её ровесники, очень её уважали и слушали, как учительницу— Из воспоминаний З. Н. Трущаловой, опубликованных на сайте «Молодая гвардия»
20 июля 1942 года Краснодон был оккупирован немецкими войсками. Вскоре[когда?] в разных частях города начали образовываться молодёжные антифашистские группы, состоявшие из комсомольского актива города. Антонина Дьяченко уже в первые дни оккупации вошла в состав подпольной группы, организованной Николаем Сумским. В октябре 1942 года группа Сумского влилась в «Молодую гвардию». Члены группы сумели из радиодеталей собрать радиоприёмник, по которому слушали передачи из Москвы. По сводкам Совинформбюро подпольщики писали листовки, распространением которых в числе других занималась и Дьяченко. Несколько раз Антонина с риском для жизни проносила чемодан с листовками в шахту, где во время оккупации работала её мать. Под видом сбора колосьев в поле она проводила диверсии на телефонных и телеграфных линиях немцев, поджигала скирды с хлебом[значимость факта?], которые оккупационные власти готовили к отправке в Германию. Девушка также вела большую агитационную и разъяснительную работу среди жителей Краснодона.
Ночью 12 января 1943 года Антонина Дьяченко была арестована.
14 января группу[кого?] сильно избитых молодогвардейцев, в числе которых была и Дьяченко, показательно прогнали по центральной улице посёлка в городскую тюрьму.
16 января после жестоких пыток Антонина вместе со своими товарищами была расстреляна. Её тело палачи сбросили в шурф шахты № 5.
После освобождения Краснодона Красной Армией тела молодогвардейцев были подняты из шахты.
Неразлучных подруг Антонину Дьяченко и Евгению Кийкову по просьбе родственников похоронили в одном гробу в братской могиле молодогвардейцев на центральной площади города.

## Награды
- Медаль «Партизану Отечественной войны 1 степени» (10.09.1943, посмертно)